# Sebastian Ströbel
Sebastian Ströbel (ur. 2 lutego 1977 w Karlsruhe) – niemiecki aktor filmowy i telewizyjny.

## Życiorys
Po ukończeniu Spohn-Gymnasium w Ravensburg Ströbel odbył staż w Mozarteum w Salzburgu. W 1998 zadebiutował na szklanym ekranie u boku Tobiasa Moretti w serialu ORF 1 Komisarz Rex. W latach 2000–2001 grał rolę Maxa Lindnera w wieczornym cyklu Powder Park (Plötzlich erwachsen!). Wystąpił potem w filmie krótkometrażowym Leise Krieger (2003) wystąpił u boku Aleksandry Marii Lary i komedii Abgefahren – Mit Vollgas in die Liebe (2004).
W filmie telewizyjnym Sat.1 Jeśli miłość byłaby tak łatwa (Wenn Liebe doch so einfach wär’, 2007) z Yvonne Catterfeld i Stephanem Lucą zagrał postać Moritza Bergera. Na początku 2010 wystąpił w roli wędrowca w teledysku Revolverheld „Spinner”.
Od 14 stycznia 2010 Ströbel był obsadzony w głównej roli komisarza Jana Brennera w trzech sezonach serialu telewizyjnego RTL Countdown – Die Jagd beginnt. Od lipca 2010 Ströbel, wraz z Inez Bjørg David stał się twarzą kampanii reklamowej grupy ubezpieczeniowej Ergo Group Aktiengesellschaft.
W 2014 przyjął rolę Markusa Koflera w serialu ZDF Górscy ratownicy (Die Bergretter).

## Wybrana filmografia

### Seriale TV
- 1998: Komisarz Rex (Il commissario Rex) jako Thomas Friedmann
- 1999: Medicopter 117 (Medicopter 117 – Jedes Leben zählt) jako Markus Bostel
- 2002: Kobra – oddział specjalny (Alarm für Cobra 11) jako Daniel Merseburger
- 2004: Krąg miłości (Familie Dr. Kleist) jako Michael Hertel
- 2006: Biedni milionerzy (Arme Millionäre) jako Luca
- 2006: Telefon 110 (Polizeiruf 110) jako Ronny
- 2010: Święty Augustyn (Sant’Agostino) jako Centurion Fabius Domicius
- 2013: Kobra – oddział specjalny (Alarm für Cobra 11) jako Jan Behler
- 2014-2019: Górscy ratownicy (Die Bergretter) jako Markus Kofler
- 2014: Cecelia Ahern: Moje całe pół życia (My Whole Half Life) jako Bobby
- 2017: Rejs ku szczęściu: Podróż poślubna do Norwegii (Kreuzfahrt ins Glück: Hochzeitsreise nach Norwegen) jako Lukas Kremp